# Forcipomyia urbana
Forcipomyia urbana är en tvåvingeart som beskrevs av Maurice Emile Marie Goetghebuer 1937. Forcipomyia urbana ingår i släktet Forcipomyia och familjen svidknott. Inga underarter finns listade i Catalogue of Life.